# Parigi-Corrèze 2012
La Parigi-Corrèze 2012, dodicesima edizione della corsa, si svolse dal 1º al 2 agosto 2012 su un percorso di 338 km ripartiti in 2 tappe, con partenza da Contres e arrivo a Chaumeil. Fu vinta dallo spagnolo Egoitz García della Cofidis davanti al francese Guillaume Bonnafond e allo svizzero Johann Tschopp.

## Tappe
| Tappa  | Data      | Percorso         | km    | Vincitore di tappa | Leader cl. generale |
| ------ | --------- | ---------------- | ----- | ------------------ | ------------------- |
| 1ª     | 1º agosto | Contres > Sassay | 168,1 | Adam Blythe        | Adam Blythe         |
| 2ª     | 2 agosto  | Objat > Chaumeil | 170,2 | Kenny Elissonde    | Egoitz García       |
| Totale | Totale    | Totale           | 338   |                    |                     |

## Dettagli delle tappe

### 1ª tappa
- 1º agosto: Contres > Sassay – 168,1 km

| Pos. | Corridore         | Squadra     | Tempo    |
| ---- | ----------------- | ----------- | -------- |
| 1    | Adam Blythe       | BMC         | 4h03'51" |
| 2    | Jonathan Cantwell | Saxo Bank   | s.t.     |
| 3    | Kevyn Ista        | Accent Jobs | s.t.     |

| Pos. | Corridore         | Squadra     | Tempo    |
| ---- | ----------------- | ----------- | -------- |
| 1    | Adam Blythe       | BMC         | 4h03'51" |
| 2    | Jonathan Cantwell | Saxo Bank   | s.t.     |
| 3    | Kevyn Ista        | Accent Jobs | s.t.     |

### 2ª tappa
- 2 agosto: Objat > Chaumeil – 170,2 km

| Pos. | Corridore       | Squadra | Tempo    |
| ---- | --------------- | ------- | -------- |
| 1    | Kenny Elissonde | FDJ     | 4h22'23" |
| 2    | Egoitz García   | Cofidis | s.t.     |
| 3    | Johann Tschopp  | BMC     | a 9"     |

| Pos. | Corridore           | Squadra | Tempo    |
| ---- | ------------------- | ------- | -------- |
| 1    | Egoitz García       | Cofidis | 8h26'14" |
| 2    | Guillaume Bonnafond | AG2R    | a 9"     |
| 3    | Johann Tschopp      | BMC     | s.t.     |

## Classifiche finali

### Classifica generale
| Pos. | Corridore                  | Squadra                       | Tempo    |
| ---- | -------------------------- | ----------------------------- | -------- |
| 1    | Egoitz García              | Cofidis                       | 8h26'14" |
| 2    | Guillaume Bonnafond        | Ag2r-La Mondiale              | a 9"     |
| 3    | Johann Tschopp             | BMC Racing Team               | s.t.     |
| 4    | Kasper Klostergaard Larsen | Team Saxo Bank-Tinkoff Bank   | a 15"    |
| 5    | Cyril Lemoine              | Saur-Sojasun                  | a 20"    |
| 6    | Vincent Jérôme             | Team Europcar                 | a 1'25"  |
| 7    | Gregory Habeaux            | Accent Jobs-Willems Veranda's | s.t.     |
| 8    | Jonas Aaen Jörgensen       | Team Saxo Bank-Tinkoff Bank   | a 1'53"  |
| 9    | Florian Vachon             | Bretagne-Schuller             | s.t.     |
| 10   | László Bodrogi             | Team Type 1                   | a 1'59"  |